# 格利 (內布拉斯加州)
格利（英語：Gurley）是位於美國內布拉斯加州夏延縣的村。

## 人口
根據2020年美國人口普查的數據，格利的面積為0.48平方千米，皆為陸地。當地共有人口187人，而人口密度為每平方千米390人。